# Brithopus
Brithopus è un genere estinto di terapsidi, appartenente ai dinocefali. Visse nel Permiano medio (circa 265 milioni di anni fa) e i suoi resti fossili sono stati ritrovati in Russia. 

## Descrizione
Dai pochi resti fossili rinvenuti, si suppone che questo animale dovesse raggiungere una taglia ragguardevole, e la lunghezza doveva essere di circa 2,5 - 3 metri. In generale l'aspetto doveva richiamare quello di altri terapsidi più conosciuti, come Titanophoneus: grandi animali dalla testa pesante e dotata di lunghi denti caniniformi, dal corpo robusto e dalle corte zampe massicce e artigliate. I fossili indicano che, rispetto a Titanophoneus, Brithopus doveva avere meno denti anteriori e un maggior numero di postcanini (9 o 10 invece di 8). In ogni caso, il numero di denti nei dinocefali era piuttosto variabile anche a livello intraspecifico. Il cinto pettorale di Brithopus era di tipo primitivo, molto simile a quello massiccio dei pelicosauri come Dimetrodon. 

## Classificazione
Questo animale è stato descritto per la prima volta nel 1838 da Stepan Semënovič Kutorga, che analizzò fossili frammentari (parte dell'omero e alcuni resti di crani e denti) provenienti dalle arenarie della zona di Perm', in Russia, e li denominò Brithopus priscus.
Brithopus è tradizionalmente classificato tra i dinocefali anteosauri, un gruppo di terapsidi (impropriamente "rettili - mammiferi") dal cranio grande e dai canini sporgenti; questo genere è stato anche la base per istituire la famiglia dei britopodidi (Brithopodidae).
Delle quattro specie ascritte al genere Brithopus solo due sono state considerate potenzialmente valide: la già citata B. priscus e la successiva B. ponderus, di dimensioni maggiori, che potrebbe rappresentare una successione ecologica.
Gli studi più recenti (Kammerer, 2011) preferiscono non considerare Brithopus un genere valido a causa dell'estrema frammentarietà dei resti e del materiale non diagnostico. Si suppone comunque che Brithopus possa essere uno stretto parente dei dinocefali erbivori come i tapinocefalidi (ad esempio Tapinocephalus) piuttosto che dei carnivori anteosauri (ad esempio Anteosaurus).
Al genere Brithopus sono stati ascritti numerosi fossili frammentari precedentemente attribuiti ad altri generi e specie, come Orthopus primaevus, Rhopalodon wangenheimi, Eurosaurus verus e Dinosaurus murchisoni. Quest'ultima specie, inizialmente descritta da Johann Fischer von Waldheim nel 1845 come una specie del genere Rhopalodon, venne attribuita al nuovo genere Dinosaurus dallo stesso autore due anni dopo, nel 1847. Il nome Dinosaurus venne poi utilizzato anche da Ludwig Rütimeyer nel 1856, per descrivere un vero dinosauro (Dinosaurus gresslyi), ma il nome era ovviamente già stato utilizzato per il terapside. Dinosaurus gresslyi divenne quindi Gresslyosaurus ingens, e infine considerato un esemplare di Plateosaurus.

## Paleoecologia
Brithopus possedeva cinti pettorali particolarmente massicci, che indicavano probabilmente un tipo di deambulazione con zampe laterali e non troppo efficiente, che richiedeva un notevole dispendio di energie e una forte massa muscolare. Forse si trattava di un predatore non troppo veloce ma che poteva tendere agguati alle sue prede, lente anch'esse.